# Conservanti (cosmetica)
Nel campo della cosmesi sono classificate come conservanti le sostanze destinate esclusivamente o prevalentemente ad inibire lo sviluppo di microrganismi nel prodotto cosmetico.
La definizione di conservante nella cosmesi differisce da quella utilizzata nel comparto alimentare in quanto non include altre sostanze atte a impedire o rallentare il deterioramento del prodotto come gli antiossidanti.
I conservanti sono sostanze che vengono aggiunte alla formulazione dei cosmetici per garantirne l'integrità e la sicurezza nel tempo. Essi svolgono un'efficace azione contro microrganismi: proteggono i prodotti dalla contaminazione batterica, ma anche di funghi, lieviti e muffe, presenti nell'ambiente, sulla nostra pelle e nell'aria.
La maggioranza dei cosmetici, specialmente quelli contenenti acqua, se non contenessero conservanti, dopo l'apertura e il contatto con agenti esterni, rimarrebbero inalterati per pochi giorni al massimo deteriorandosi e diventando pericolosi per il consumatore: un cosmetico alterato da microrganismi patogeni può provocare irritazioni, infiammazioni, infezioni della pelle, soprattutto di quella molto sensibile, come la cute dei bambini o quella della zona contorno occhi. L'utilizzo dei conservanti evita questi pericoli.

## Storia
Nel 1933, negli USA, ms. Brown e un'altra quindicina di donne persero la vista per un cosmetico il Lash Lure. Una di queste morì per l'aggravarsi dell'infezione.
Questo scandalo, assieme ad una serie di decessi e intossicazioni attribuite a cosmetici e medicinali, convinse il legislatore americano ad intervenire specificatamente sulla sicurezza del cosmetico con un approccio preventivo, regolando la sicurezza dei prodotti che venivano messi sul mercato con il Food, Drug, and Cosmetic Act 1938.

Come negli USA molti altri paesi adottarono norme che regolavano la sicurezza del cosmetico in particolare per il rischio di contaminazione microbiologica.

La Direttiva europea già nella sua edizione 82/147/EEC includeva un allegato con i conservanti permessi nel cosmetico europeo.

La lista e le restrizioni d'uso dei conservanti sono continuamente aggiornati in funzione dell'innovazione tecnica ed in caso di nuove valutazioni del rischio.

## Elenco dei conservanti autorizzati nel cosmetico
L'allegato V del Regolamento europeo No 1223/2009 sui cosmetici, come in precedenza dal 1976 la Direttiva cosmetici, garantisce l'innocuità dei conservanti impiegati nei prodotti cosmetici: questo documento contiene l'elenco e le quantità dei conservanti utilizzabili.
Questi conservanti sono stati prima valutati sicuri dagli esperti del Comitato scientifico europeo dopo l'esame di specifici studi tossicologici e solo successivamente inseriti nell'allegato V.
Con l'applicazione del Regolamento, articolo 14, nella Unione europea non possono essere utilizzati come conservanti ingredienti che non siano elencati nell'apposito allegato V.
| Elenco dei conservanti cosmetici autorizzati dal Regolamento 1223/2009, a giugno 2015                                             | Elenco dei conservanti cosmetici autorizzati dal Regolamento 1223/2009, a giugno 2015 | Elenco dei conservanti cosmetici autorizzati dal Regolamento 1223/2009, a giugno 2015                                      | Elenco dei conservanti cosmetici autorizzati dal Regolamento 1223/2009, a giugno 2015 | Elenco dei conservanti cosmetici autorizzati dal Regolamento 1223/2009, a giugno 2015 | Elenco dei conservanti cosmetici autorizzati dal Regolamento 1223/2009, a giugno 2015                                    |
| Identificazione della sostanza | Identificazione della sostanza | Condizioni | Condizioni | Condizioni | Condizioni |
| Denominazione chimica/INN | Denominazione INCI | Tipo di prodotto, parti del corpo                                                                                          | Concentrazione massima nei preparati pronti per l'uso | Altre | Testo relativo alle modalità d'impiego e avvertenze                                                                      |
| --- | --- | --- | --- | --- | --- |
| Acido benzoico e il suo sale di sodio                                                                                             | BENZOIC ACID, SODIUM BENZOATE | a) Prodotti da sciacquare, tranne i prodotti per il cavo orale b) Prodotti per il cavo orale c) Prodotti da non sciacquare | a) 2,5 % (acido) b) 1,7 % (acido) c) 0,5 % (acido) | | |
| Sali di acido benzoico diversi da quelli elencati al numero d'ordine 1 e esteri di acido benzoico                                 | AMMONIUM BENZOATE, CALCIUM BENZOATE, POTASSIUM BENZOATE, MAGNESIUM BENZOATE, MEA-BENZOATE, METHYL BENZOATE, ETHYL BENZOATE, PROPYL BENZOATE, BUTYL BENZOATE, ISOBUTYL BENZOATE, ISOPROPYL BENZOATE, PHENYL BENZOATE | | 0,5 % (acido) | | |
| Acido propionico e suoi sali | PROPIONIC ACID, AMMONIUM PROPIONATE, CALCIUM PROPIONATE, MAGNESIUM PROPIONATE, POTASSIUM PROPIONATE, SODIUM PROPIONATE                                                                                              | | 2 % (acido) | | |
| Acido salicilico e suoi sali | SALICYLIC ACID, CALCIUM SALICYLATE, MAGNESIUM SALICYLATE, MEA-SALICYLATE, SODIUM SALICYLATE, POTASSIUM SALICYLATE, TEA-SALICYLATE                                                                                   | | 0,5 % (acido) | Da non utilizzare nei prodotti per bambini al di sotto dei 3 anni, esclusi gli shampoo | Da non usare per i bambini al di sotto dei 3 anni                                                                        |
| Acido sorbico e suoi sali | SORBIC ACID, CALCIUM SORBATE, SODIUM SORBATE, POTASSIUM SORBATE | | 0,6 % (acido) | | |
| Formaldeide e paraformaldeide | FORMALDEHYDE, PARAFORMALDEHYDE | a) Prodotti per il cavo orale b) Altri prodotti                                                                            | a) 0,1 % in formaldeide libera b) 0,2 % in formaldeide libera | Da non usare negli aerosol (spray) | |
| Bifenil-2-olo, e suoi sali | O-PHENYLPHENOL, SODIUM O-PHENYLPHENATE, POTASSIUM O-PHENYLPHENATE, MEA O-PHENYLPHENATE | | 0,2 % in fenolo | | |
| Piritione zinco | ZINC PYRITHIONE | a) Prodotti per capelli/barba e baffi b) altri prodotti                                                                    | a) 1,0 % b) 0,5% | Solo prodotti da sciacquare. Da non usare nei prodotti per il cavo orale. | |
| Solfiti e bisolfiti inorganici | SODIUM SULFITE, AMMONIUM BISULFITE, AMMONIUM SULFITE, POTASSIUM SULFITE, POTASSIUM HYDROGEN SULFITE, SODIUM BISULFITE, SODIUM METABISULFITE, POTASSIUM METABISULFITE                                                | | 0,2 % in SO2 libero | | |
| Clorobutanolo | CHLORBUTANOL | | 0,5 % | Da non usare negli aerosol (spray) | Contiene clorobutanolo                                                                                                   |
| 4-idrossibenzoato di butile, 4-idrossibenzoato di propile e loro sali                                                             | BUTYLPARABEN/PROPYLPARABEN/SODIUM PROPYLPARABEN/SODIUM BUTYLPARABEN/POTASSIUM BUTYLPARABEN/POTASSIUM PROPYLPARABEN                                                                                                  | | 0,14 % (in acido) per la somma delle concentrazioni individuali 0,8 % (in acido) per le miscele di parabeni, nella misura in cui la somma delle concentrazioni individuali di BUTYLPARABEN e PROPYLPARABEN e dei loro sali non superi lo 0,14 %. | Da non usare nei prodotti da non sciacquare destinati a essere applicati nell'area del pannolino di bambini di età inferiore a tre anni. | Per prodotti da non sciacquare destinati a bambini di età inferiore a tre anni: “Non utilizzare nell'area del pannolino” |
| Acido p-idrossibenzoico, suoi sali ed esteri                                                                                      | 4-HYDROXYBENZOIC ACID / methylparaben /POTASSIUM ETHYLPARABEN /POTASSIUM PARABEN /SODIUM METHYLPARABEN /SODIUM ETHYLPARABEN /ETHYLPARABEN /SODIUM PARABEN / POTASSIUM METHYLPARABEN / CALCIUM PARABEN               | | 0,4 % (in acido) per un singolo estere, 0,8 % (in acido) per le miscele di esteri | | |
| Acido deidroacetico e suoi sali                                                                                                   | DEHYDROACETIC ACID, SODIUM DEHYDROACETATE | | 0,6 % (in acido) | Da non usare negli aerosol (spray) | |
| Acido formico e il suo sale di sodio                                                                                              | FORMIC ACID, SODIUM FORMATE | | 0,5 % (in acido) | | |
| 1,6-di (4-amidino-2-bromofenossi)-n-esano e suoi sali (compreso l'isetionato)                                                     | DIBROMOHEXAMIDINE ISETHIONATE | | 0,1 % | | |
| Tiosalicilato di etilmercurio, sale iodico (tiomersale)                                                                           | THIMEROSAL | Prodotti per gli occhi | 0,007 % (in Hg). In caso di miscela con altri composti mercuriali autorizzati dal presente regolamento, la concentrazione massima di Hg resta stabilita allo 0,007 %                                                                             | | Contiene tiomersale |
| Fenilmercurio e suoi sali (compreso il borato)                                                                                    | PHENYL MERCURIC ACETATE, PHENYL MERCURIC BENZOATE | Prodotti per gli occhi | 0,007 % (in Hg). In caso di miscela con altri composti mercuriali autorizzati dal presente regolamento, la concentrazione massima di Hg resta stabilita allo 0,007 %                                                                             | | Contiene composti di fenilmercurio                                                                                       |
| Acido undecilenico e suoi sali | UNDECYLENIC ACID, POTASSIUM UNDECYLENATE, SODIUM UNDECYLENATE, TEA-UNDECYLENATE, MEA-UNDECYLENATE | | 0,2 % (in acido) | | |
| Ammino-5-bis(etil-2-esil)-1,3 metil-5-peridropirimidina                                                                           | HEXETIDINE | | 0,1 % | | |
| 5-bromo-5-nitro-1,3-diossano | 5-BROMO-5-NITRO-1,3-DIOXANE | Prodotti da sciacquare | 0,1 % | Evitare la formazione di nitrosammine | |
| 2-bromo-2-nitro-1,3 propandiolo (bronopol)                                                                                        | 2-BROMO-2-NITROPROPANE-1,3-DIOL | | 0,1 % | Evitare la formazione di nitrosammine | |
| Alcool 2,4-e diclorobenzilico | DICHLOROBENZYL ALCOHOL | | 0,15 % | | |
| 1-(4-Clorofenil)-3-(3,4-diclorofenil) urea                                                                                        | TRICLOCARBAN | | 0,2 % | Criteri di purezza: 3,3′,4,4′-tetracloroazobenzene < 1 ppm 3,3′,4,4′-tetracloroazossibenzene < 1 ppm | |
| Clorocresolo | P-CHLORO-M-CRESOL | Da non usare nei prodotti da applicare sulle membrane mucose                                                               | 0,2 % | | |
| 5-cloro-2-(2,4-diclorofenossi) fenolo                                                                                             | triclosan | | 0,3 % | | |
| Paraclorometaxilenolo | CHLOROXYLENOL | | 0,5 % | | |
| N,N'-metilenbis [N'-(3-idrossimetil)-2,5-diosso-4 Imidazolidinil]urea                                                             | IMIDAZOLIDINYL UREA | | 0,6 % | | |
| Poli(metilene), α,ω-bis[(amminoimminometil) ammino]imminometil]ammino]-, diidrocloruro                                            | POLYAMINOPROPYL BIGUANIDE | | 0,3 % | | |
| 2-fenossietanolo | PHENOXYETHANOL | | 1,0 % | | |
| Metenamina | METHENAMINE | | 0,15 % | | |
| Cloruro di 1-(3-cloroallil)-3,5,7- triaza-1-. azonia adamantano                                                                   | QUATERNIUM-15 | | 0,2 % | | |
| 1-imidazolil-1-(4-clorofenossi)-3,3-dimetil-butan-2-one                                                                           | CLIMBAZOLE | | 0,5 % | | |
| 1,3-bis(idrossimetil)-5,5-dimetilimidazolidina-2,4-dione                                                                          | DMDM HYDANTOIN | | 0,6 % | | |
| Alcool benzilico | BENZYL ALCOHOL | | 1,0 % | | |
| 1-idrossi-4-metil-6-(2,4,4-trimetilpentil) piridin-2(1H)-one, composto con 2-amminoetanolo (1:1), e il suo sale monoetanolaminico | 1-HYDROXY-4-METHYL-6-(2,4,4-TRIMETHYLPENTYL) 2-PYRIDON, PIROCTONE OLAMINE | a) Prodotti da sciacquare b) Altri prodotti:                                                                               | a) 1,0 % b) 0,5 % | | |
| 2,2'-metilenbis(6-bromo-4-clorofenolo)                                                                                            | BROMOCLOROPHENE | | 0,1 % | | |
| Isopropil-m-cresolo | O-CYMEN-5-OL | | 0,1 % | | |
| Miscela di 5-Cloro-2-metil-isotiazol-3(2H)-one e 2-metilisotiazol-3(2H)-one con cloruro di magnesio e nitrato di magnesio         | METHYLCHLOROISOTHIAZOLINONE (e) methylisothiazolinone | | 0,0015 %(di una miscela 3:1 di 5-cloro-2-metilisotiazol 3(2H)-one e 2-metilisotiazol-3 (2H)-one | (questa specifica verrà modificata dal 16 Luglio 2015) | |
| 2-Benzil-4-clorofenolo (clorofene)                                                                                                | CHLOROPHENE | | 0,2 % | | |
| 2-Cloroacetammide | CHLOROACETAMIDE | | 0,3 % | | Contiene cloroacetammide                                                                                                 |
| N,N-bis(4-clorofenil)-3,12-diimmino-2,4,11,13-tetraazatetradecandiammidina, suo diacetato, gluconato e dicloridrato               | CHLORHEXIDINE, CHLORHEXIDINE DIACETATE, CHLORHEXIDINE DIGLUCONATE, CHLORHEXIDINE DIHYDROCHLORIDE | | 0,3 % (in clorexidina) | | |
| Fenossiisopropanolo | PHENOXYISOPROPANOL | Solamente per i prodotti da sciacquare                                                                                     | 1,0 % | | |
| Bromuro e cloruro di alchil (C12-22) trimetil-ammonio                                                                             | BEHENTRIMONIUM CHLORIDE, CETRIMONIUM BROMIDE, CETRIMONIUM CHLORIDE, LAURTRIMONIUM BROMIDE, LAURTRIMONIUM CHLORIDE, STEARTRIMONIUM BROMIDE, STEARTRIMONIUM CHLORIDE                                                  | | 0,1 % | | |
| 4,4-dimetil-1,3-ossazolidina | DIMETHYL OXAZOLIDINE | | 0,1 % | pH > 6 | |
| N-(idrossimetil)-N-(1,3-diidrossimetil2,5-diosso-4-imidazolidinil)-N(idrossimetil) urea                                           | DIAZOLIDINYL UREA | | 0,5 % | | |
| Benzencarbossimidammide, 4,4′-(1,6-esandiilbis(ossi) bis-e suoi sali (compreso l'isetionato e il p-idrossibenzoato)               | HEXAMIDINE, HEXAMIDINE DIISETHIONATE, HEXAMIDINE PARABEN | | 0,1 % | | |
| Glutaraldeide (1,5-pentandiale)                                                                                                   | GLUTARAL | | 0,1 % | Da non usare negli aerosol (sprays) | Contiene glutaral |
| 5-etil-3,7-diossa-1-azabiciclo [3.3.0] ottano                                                                                     | 7- ETHYLBICYCLOOXAZOLIDINE | | 0,3 % | Da non usare nei prodotti per il cavo orale e nei prodotti da applicare sulle membrane mucose | |
| 3-(p-clorofenossi)-propano-1,2 diol (clorfenesina)                                                                                | CLORPHENESIN | | 0,3 % | | |
| Idrossimetilamminoacetato di sodio (idrossimetilglicinato di sodio)                                                               | SODIUM HYDROXYMETHYLGLYCINATE | | 0,5 % | | |
| Cloruro d’argento deposto su biossido di titanio                                                                                  | SILVER CHLORIDE | | 0,004 % (in AgCl) | 20 % AgCl (p/p) su TiO2. Da non usare nei prodotti destinati ai bambini di età inferiore ai 3 anni, nei prodotti per il cavo orale e nei prodotti per gli occhi o per le labbra | |
| Benzenmetanamminio, cloruro di N,N-dimetil-N-[2-[2-[4-(1,1,3,3-tetrametilbutil) fenossi]etossi]etil]-                             | BENZETHONIUM CHLORIDE | a) Prodotti da sciacquare b) Prodotti da non sciacquare, esclusi quelli per il cavo orale                                  | 0,1% | | |
| Cloruro, bromuro e saccarinato di benzalconio                                                                                     | BENZALKONIUM CHLORIDE, BENZALKONIUM BROMIDE, BENZALKONIUM SACCHARINATE | | 0,1 % in cloruro di benzalconio | | Evitare il contatto con gli occhi.                                                                                       |
| Methanol, (phenylmethoxy)- | BENZYLHEMIFORMAL | Prodotti da sciacquare | 0.15% | | |
| 3-Iodo-2-propynylbutylcarbamate                                                                                                   | IODOPROPYNYL BUTYLCARBAMATE | a) Prodotti da sciacquare b) Prodotti da non sciacquare c) Deodoranti/antitraspiranti                                      | a) 0.02% b) 0.01% c) 0.0075% | Da non usarsi nei prodotti per il cavo orale e per le labbra. Da non usarsi in prodotti destinati a bambini di meno di 3 anni, fatta eccezione per i prodotti per il bagno/gel per la doccia e gli shampoo. b) Da non usarsi in lozioni e creme per il corpo (13). b) e c) Da non usarsi in prodotti destinati a bambini di meno di 3 anni | a) Da non usarsi per bambini di meno di 3 anni. b) e c) Da non usarsi per bambini di meno di 3 anni                      |
| 2-Methyl-2H-isothiazol-3-one | methylisothiazolinone | | 0.01% | | |
| Ethyl Lauroyl Arginate HCl | ETHYL LAUROYL ARGINATE HCL | | 0,4 % | Da non usarsi nei prodotti per labbra, cavo orale e nei prodotti spray-aerosol | |
| 1,2,3-Propanetricarboxylic acid,2-hydroxy-,monohydrate and 1,2,3-Propanetricarboxylic acid,2-hydroxy-silver(1+) salt, monohydrate | CITRIC ACID (AND) SILVER CITRATE | | 0,2% corrispondenti a 0,0024% di argento | Da non usarsi nei prodotti occhi e per il cavo orale | |

Dopo una revisione del rischio sensitizzazioni collegato alla miscela Methylchloroisothiazolinone e Methylisothiazolinone da parte del SCCS sono state adottate nuove restrizioni e condizioni di impiego per questo conservante.

| Denominazione chimica/INN                                                   | DENOMINAZIONE INCI                                    | Tipo di prodotto, parti del corpo | Concentrazione massima nei preparati pronti per l'uso                                            | Altre | Testo relativo alle modalità d'impiego e avvertenze |
| --------------------------------------------------------------------------- | ----------------------------------------------------- | --------------------------------- | ------------------------------------------------------------------------------------------------ | ----- | --------------------------------------------------- |
| Miscela di 5-Cloro-2-metil-isotiazol-3(2H)-one e 2-metilisotiazol-3(2H)-one | METHYLCHLOROISOTHIAZOLINONE (e) methylisothiazolinone | Prodotti da sciacquare            | 0,0015 % (di una miscela 3:1 di 5-cloro-2-metilisotiazol 3(2H)-one e 2-metilisotiazol-3(2H)-one) |       |                                                     |

Dal 16 Luglio 2015 i nuovi cosmetici messi sul mercato dovranno rispettare le nuove specifiche, dal 16 Luglio 2016 eventuali cosmetici che non rispettino le nuove specifiche dovranno essere ritirati dal mercato.

Per analoghe problematiche è in discussione una modifica delle limitazioni d'uso del solo Methylisothiazolinone.